# 运-5
运-5（Y-5），是中国第一种完全自行制造的运输机，由石家庄飞机制造厂负责，其原型为苏联40年代设计的安-2运输机。运-5原型机1957年12月定型并首飞，1957年12月23日获批准在苏联专家和图纸的指导下成批生产。

## 性能参数

### 外观尺寸
翼展：18.176米
机长：12.688米
机高：5.35米

### 技术参数

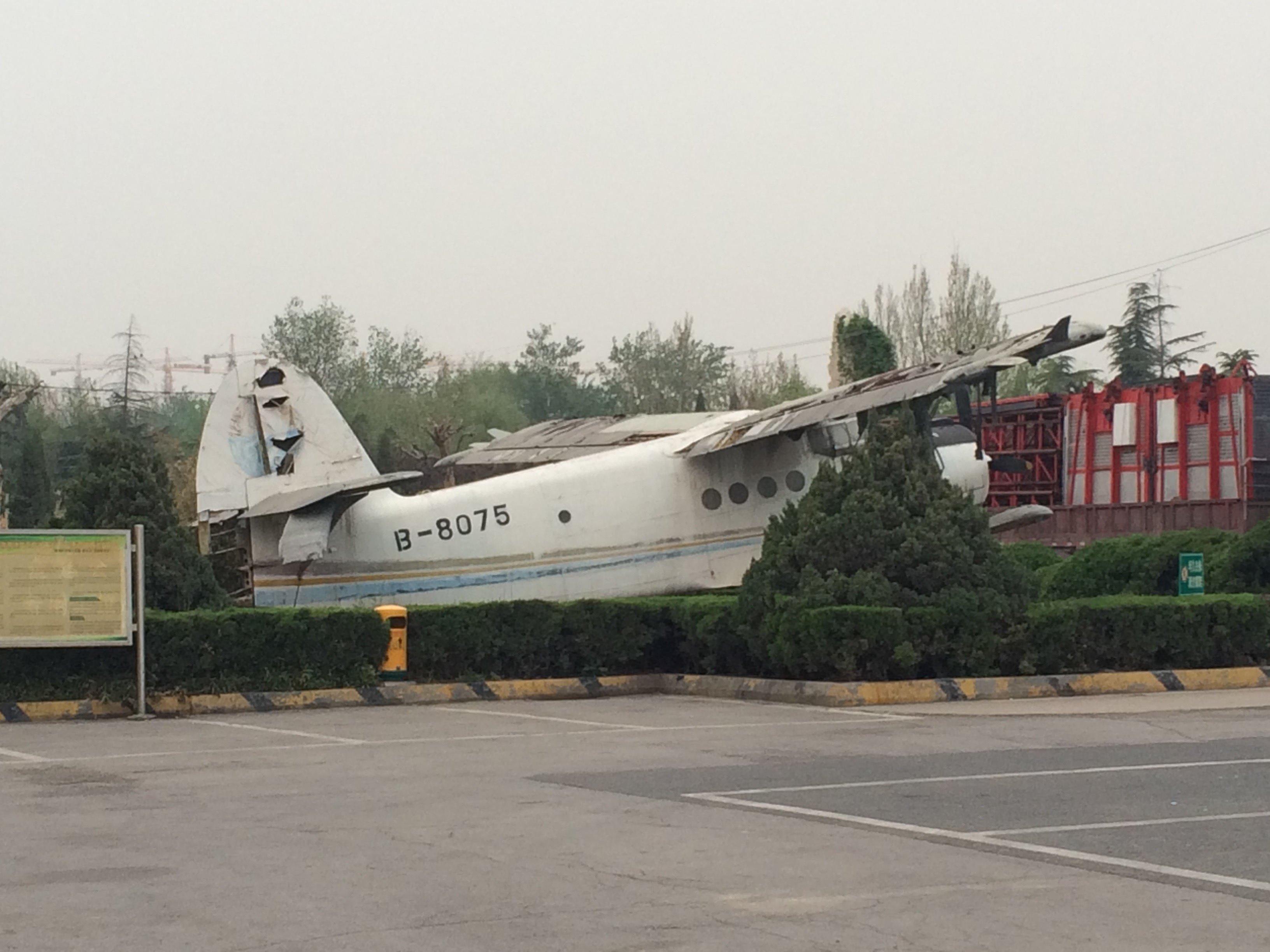
一架停放于济广高速济南服务区内的运-5（2015年4月，退出运营）

最大起飞重量：5,250千克
最大载重：1,500千克
最大速度：256千米/小时
航程：845千米
有效载荷：1,500kg
巡航速度：160km/h
升限：4,500m
爬升率：2m/s
起飞距离：180m
着陆距离：157m